# André Øvredal
André Øvredal (ɑnˈdreː ˈø̂ːvrədɑɫ; nascut el 6 de maig de 1973) és un director de cinema i guionista noruec. És conegut sobretot per dirigir les pel·lícules Trolljegeren (2010), L'autòpsia de la Jane Doe (2016), Contes de por per explicar-los a les fosques (2019) i The Last Voyage of the Demeter (2023).

## Vida i carrera
És més conegut per escriure i dirigir la pel·lícula Trolljegeren. Øvredal va escriure per 20th Century Fox Television l'episodi pilot de la sèrie de televisió d'acció i terror Enormous, que es basa en el còmic del mateix nom.

## Filmografia
| Year | Title                                        | Director | Guionista | Productor | Editor |
| ---- | -------------------------------------------- | -------- | --------- | --------- | ------ |
| 1997 | Future Murder                                | Sí       | Sí        | Sí        | Sí     |
| 2010 | Trolljegeren                                 | Sí       | Sí        | No        | No     |
| 2016 | L'autòpsia de la Jane Doe                    | Sí       | No        | No        | No     |
| 2019 | Contes de por per explicar-los a les fosques | Sí       | No        | No        | No     |
| 2020 | Mortal                                       | Sí       | Sí        | Executiu  | No     |
| 2022 | Umma                                         | No       | No        | Executiu  | No     |
| 2023 | The Last Voyage of the Demeter               | Sí       | No        | No        | No     |

Curtmetratges
| Any  | Títol            | Director | Guionista | Productor |
| ---- | ---------------- | -------- | --------- | --------- |
| 2001 | 3AM Eternal      | No       | No        | Sí        |
| 2009 | Customer Support | Sí       | Sí        | No        |
| 2015 | Polaroid         | No       | No        | Executive |
| 2016 | Tunnelen         | Sí       | Sí        | No        |

Televisió
| Any  | Títol    | Guionista | Productor   | Notes         |
| ---- | -------- | --------- | ----------- | ------------- |
| 2014 | Enormous | Sí        | Co-executiu | Episodi pilot |